# Alive Behind the Green Door
 (février 2017).
Si vous disposez d'ouvrages ou d'articles de référence ou si vous connaissez des sites web de qualité traitant du thème abordé ici, merci de compléter l'article en donnant les références utiles à sa vérifiabilité et en les liant à la section « Notes et références ».
Albums de Flogging Molly
Swagger
(2000)
Alive Behind The Green Door est le premier album live groupe de punk celtique américain Flogging Molly sorti en 1997.

## Liste des titres
| 1.    | Swagger                                                                                    | 2:50 |
| 2.    | Every Dog Has His Day                                                                      | 4:42 |
| 3.    | Selfish Man                                                                                | 3:08 |
| 4.    | Never Met A Girl Like You Before                                                           | 3:36 |
| 5.    | Laura                                                                                      | 4:40 |
| 6.    | If I Ever Leave This World Alive                                                           | 3:44 |
| 7.    | Black Friday Rule                                                                          | 8:20 |
| 8.    | What Made Milwaukee Famous (Has Made a Loser Out of Me) (Glenn Sutton)                     | 2:46 |
| 9.    | Between A Man And A Woman                                                                  | 4:00 |
| 10.   | De (That's All Right) Lilah (Arthur "Big Boy" Crudup, John Barry Mason, David Leslie Reed) | 8:36 |
| 46:19 |                                                                                            |      |

## Crédits

### Membres du groupe
- Dave King : Chant, guitare acoustique
- Bridget Regan : Violon
- Ted Hutt : Guitare électrique
- Jeff Peters : Basse
- George Schwindt : Batterie
- Toby McCallum : Mandoline

### Équipes technique et production
- Robert Vosgien : Mastering
- Jim Baily : Mixage
- Shawn Bishop : Photographie
- Gary Schwindt : Management
- Ingénieur (Live) : George Benson